# Manly
Manly es un suburbio de Sídney, Australia, situado en la comuna de Manly a 7 millas de Sídney y fácilmente accesible por ferry. Su población es de 11.165 habitantes.
Manly es la puerta de entrada para las playas del norte como Curl Curl, Dee Why y Narrabeen. Su principal atractivo son sus playas y actividades como el surf y buceo. También es posible el avistamiento de ballenas entre los meses de mayo y agosto.
Cuenta con una importante zona comercial, restaurantes, cafés y un acuario (Oceanworld).

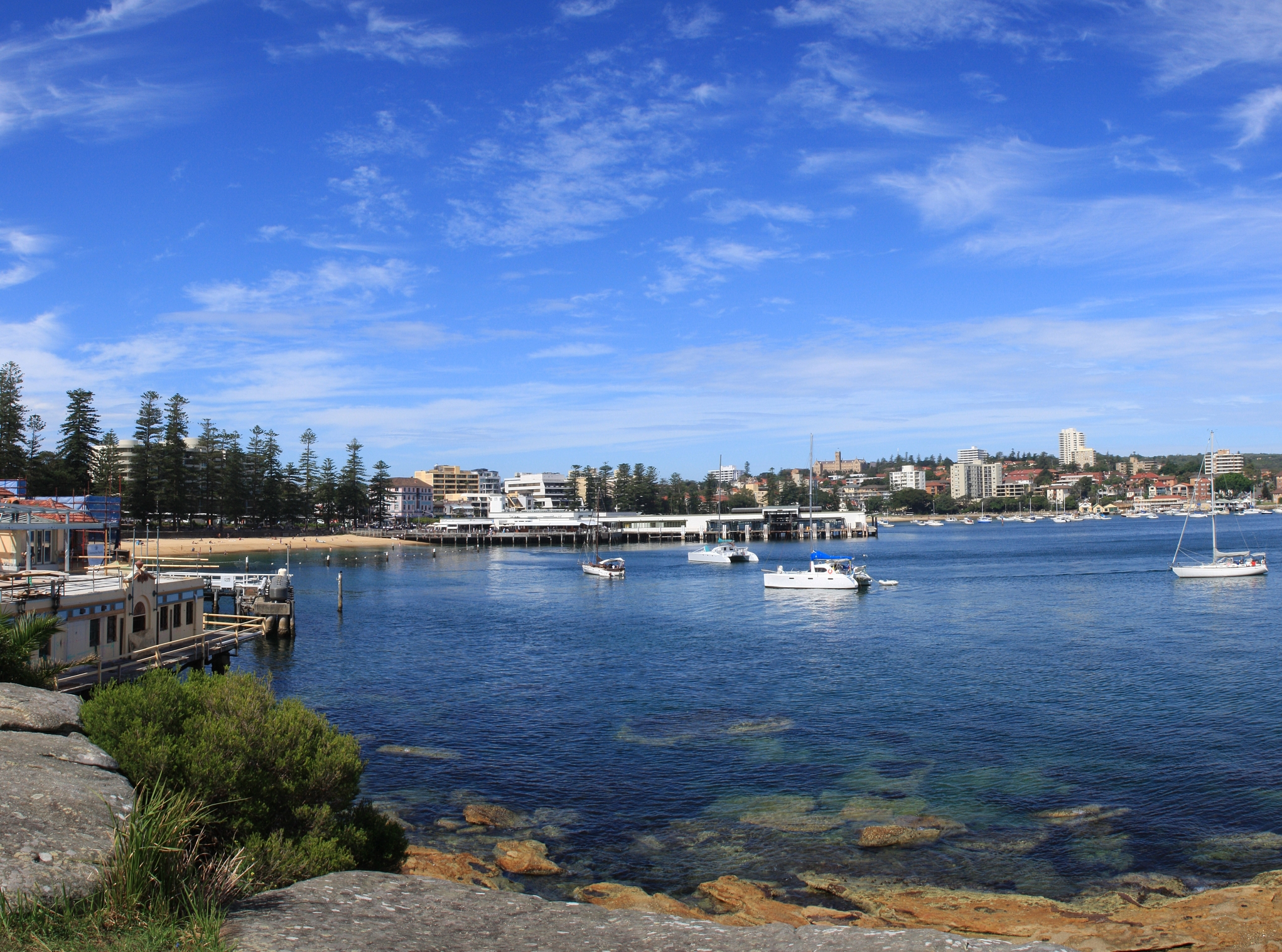
La playa Manly.

- Datos: Q509716
- Multimedia: Manly, New South Wales / Q509716

1. ↑  Worldpostalcodes.org, código postal n.º 2095.